# Zebrascia longicornis
Zebrascia longicornis là một loài chân đều trong họ Philosciidae. Loài này được Verhoeff miêu tả khoa học năm 1942.